# Audrey est revenue
Audrey est revenue est une mini-série québecoise de dix épisodes créée par Guillaume Lambert et Florence Longpré, en 2021.
Elle a été diffusée en 2023 sur Canal +.

## Synopsis
Après 16 ans dans le coma, Audrey, se réveille. Peu à peu, elle doit réapprendre à utiliser son corps, retrouver sa mémoire et reconquérir sa vie. L'accident qui l'a plongée dans le coma a eu lieu à la fin de ses études secondaires, juste avant qu'elle ne quitte sa ville provinciale pour partir à Montréal. Quand elle se réveille, elle est une jeune femme de 34 ans,.
La série suit les gestes de l'anodin qu'Audrey doit réapprendre, "l'onde de choc" que produit le réveil pour tous les personnages, et le thème symbolique du réveil. Elle insère des touches d'onirisme en suivant de manière symbolique le vécu intérieur et psychologique de la jeune femme dans son retour à la vie. En particulier, "symbole des questionnements métaphysiques de la miraculée, un compagnon des moments de solitude envahit parfois l'écran : un corbeau géant". Campé par un acrobate du cirque du soleil monté sur des échasses, le volatile, dont la silhouette rappelle aussi les médecins contre la peste du Moyen Âge, réunit pulsion de mort et de vie."
La série est qualifiée de "douce-amère" ou de "comédie dramatique".

## Structure de la série
La série comporte 10 épisode d'une vingtaine de minutes.
- S1.E1 ∙ Pompon
- S1.E2 ∙ Dans le fond ici c'est Sorel-Tracy
- S1.E3 ∙ Car la vie est si fragile
- S1.E4 ∙ 1985
- S1.E5 ∙ Line Monty
- S1.E6 ∙ Turquoise
- S1.E7 ∙ Ô Canada
- S1.E8 ∙ Pas du tout Clément
- S1.E9 ∙ Ginger Ale
- S1.E10 ∙ Pas game[7]

## Prix
La série a été récompensée par deux prix au festival Canneséries en 2022 : Grand prix Dior et ¨Prix spécial d’interprétation pour l’ensemble de sa distribution.

## Distribution
- Zeneb Blanchet : Sarah Gentil
- Denis Bouchard : André Beaudry
- Josée Deschênes : Mireille Verville
- Joanie Guérin : Cynthia
- Florence Longpré : Audrey Beaudry
- Martin-David Peters : Marcel Gentil
- Dominic St-Laurent : Clément Beaudry[9]